# 대한민국 국회 윤리특별위원회
윤리특별위원회(倫理特別委員會, 약칭: 윤리특위)는 국회의원의 징계 및 자격을 심사하기 위해 설치된 비상설 국회 특별위원회이다.

## 설치 근거 및 소관 업무

### 설치 근거
- 국회법 [법률 제15713호, 2018. 7. 17., 일부개정][1]

### 소관 업무
- 국회의원의 징계 및 자격을 심사하는 직무를 수행한다.

## 연혁
- 1991년 2월과 5월: <국회의원 윤리강령>과 <국회의원 윤리실천규범>이 각각 2월 17일, 5월 8일 제정됨.[2]
- 1991년 5월 31일: 국회에 윤리특별위원회가 설치됨.[3]
- 1991년 7월 23일: <윤리특별위원회구성등에관한규칙>이 제정됨.[4][5]
- 2010년 5월 28일: 국회법에 자문위의 설치 근거가 규정됨.[6]
- 2018년 7월 17일: 윤리특별위원회가 상설 위원회에서 비상설특별위원회로 변경됨.[7]

## 위원 명단
| 위원정수 | 현원   | 더불어민주당 | 국민의힘 |
| 12       | 12     | 6            | 6        |
| -------- | ------ | ------------ | -------- |
| 위원장   | 위원장 | 미정         |          |
| 간사     | 간사   | 미정         | 미정     |
| 위원     | 위원   | 미정         | 미정     |

## 소관 법률
- 국회법